# 30-я пехотная дивизия (Российская империя)
30-я пехотная дивизия — пехотное соединение Русской императорской армии. Штаб дивизии: Минск. С 1877 года входила в 4-й армейский корпус.

## История дивизии

### Формирование
Сформирована Высочайшим приказом от 13 августа 1863 года в числе 12 пехотных дивизий (с 23-й по 34-ю) (на формирование которых были обращены полки упразднённых 1-й, 2-й, 3-й и 5-й резервных пехотных дивизий). Управление дивизии было сформировано заново.
- 1863—1918 — 30-я пехотная дивизия

### Боевые действия
В январе 1915 г. сражалась у Воли Шидловской. Дивизия - активная участница Наревской операции 10-20 июля 1915 г., в ходе которой обороняла пултусский плацдарм.
В январе 1918 года приказано дивизию с приданной ей артиллерийской бригадой белоруссизировать путём перевода в дивизию военнослужащих-белорусов из частей 4-й и 6-й армий. Поскольку в дальнейшем принято решение сформировать отдельную Белорусскую пехотную дивизию, 11 февраля 1918 года приказано 30-ю пехотную дивизию с её артиллерией расформировать.

## Состав дивизии
- 1-я бригада (Слоним)
  - 117-й пехотный Ярославский полк
  - 118-й пехотный Шуйский полк
- 2-я бригада (Минск)
  - 119-й пехотный Коломенский полк
  - 120-й пехотный Серпуховский полк
- 30-я артиллерийская бригада (Минск)

## Командование дивизии
(Командующий в дореволюционной терминологии означал временно исполняющего обязанности начальника или командира. Должности начальника дивизии соответствовал чин генерал-лейтенанта, и при назначении на эту должность генерал-майоров они оставались командующими до момента своего производства в генерал-лейтенанты).

### Начальники дивизии
- 15.08.1863 — 06.01.1865 — генерал-майор (с 30.08.1863 генерал-лейтенант) Своев, Владимир Никитич
- 06.01.1865 — 28.07.1877 — генерал-майор (с 20.05.1868 генерал-лейтенант) Пузанов, Николай Николаевич
- 28.07.1877 — 29.01.1881[7] — генерал-майор (с 17.04.1879 генерал-лейтенант) Шнитников, Николай Фёдорович
- 06.02.1881 — 29.09.1888 — генерал-майор (с 30.08.1881 генерал-лейтенант) Офросимов, Евфимий Яковлевич
- 29.09.1888 — 25.06.1892 — генерал-лейтенант Жиржинский, Эдуард Викентьевич
- 20.07.1892 — 31.03.1893 — генерал-лейтенант Зеземан, Абунард-Вильгельм-Эдуард Эммануилович
- 11.04.1893 — 18.04.1895 — генерал-майор (с 14.11.1894 генерал-лейтенант) Саранчов, Иван Семёнович
- 24.04.1895 — 01.10.1899 — генерал-лейтенант Маслов, Игнатий Петрович
- 20.10.1899 — 10.08.1904 — генерал-майор (с 06.12.1899 генерал-лейтенант) Лавров, Николай Нилович
- 08.09.1904 — 24.04.1908 — генерал-майор (c 06.12.1904 генерал-лейтенант) Шевцов, Александр Прохорович
- 15.05.1908 — 28.11.1908 — генерал-лейтенант Сенницкий, Викентий Викентьевич
- 28.11.1908 — 06.02.1914 — генерал-лейтенант Иванов, Михаил Никитич
- 06.02.1914 — 03.10.1914 — генерал-лейтенант Колянковский, Эдуард Аркадьевич
- 04.11.1914 — 23.07.1917 — генерал-лейтенант Карепов, Николай Николаевич
- 23.07.1917 — хх.хх.хххх — командующий генерал-майор Пожарский, Иосиф Фомич

### Начальники штаба дивизии
- 30.08.1863 — 01.10.1863 — полковник Высоцкий, Николай Фёдорович
- 01.10.1863 — 30.05.1867 — подполковник (с 30.08.1865 полковник) Турбин, Николай Матвеевич
- 18.06.1867 — 29.09.1875 — подполковник (с 30.08.1869 полковник) Беляев, Николай Михайлович
- 14.10.1875 — 07.07.1879 — полковник Кукель, Иван Ксаверьевич
- 14.07.1879 — 18.09.1884 — полковник Дюбюк, Фёдор Александрович
- 28.09.1884 — 27.11.1889 — полковник Барановский, Валентин Михайлович
- 13.12.1889 — 05.02.1890 — полковник Гарнак, Александр Леонтьевич
- 05.02.1890 — 17.06.1894 — полковник Шевцов, Александр Прохорович
- 21.06.1894 — 16.12.1896 — полковник Евреинов, Михаил Дмитриевич
- 02.01.1897 — 24.01.1898 — и.д. полковник Регульский, Иосиф Ильич
- 24.01.1898 — 22.09.1901 — полковник Шупинский, Павел Андреевич
- 04.10.1901 — 06.09.1904 — подполковник (с 06.12.1901 полковник) Фольбаум, Михаил Александрович
- 28.09.1904 — 28.06.1910 — подполковник (с 17.04.1905 полковник) Меницкий, Иосиф Болеславович-Иванович
- 13.07.1910 — 09.08.1912 — полковник Зеленецкий, Михаил Александрович
- 02.09.1912 — 10.12.1914 — полковник Тихменев, Юрий Михайлович
- 31.12.1914 — 01.02.1916 — и. д. полковник Костяев, Фёдор Васильевич
- 16.02.1916 — 19.02.1917 — генерал-майор Фирсов, Виктор Васильевич
- 02.03.1917 — после 15.08.1917 — и. д. подполковник (с 15.08.1917 полковник) Соколов, Николай Николаевич

### Командиры 1-й бригады
- 30.08.1873 — 20.12.1876 — генерал-майор барон фон дер Бринкен, Эгберт Рейнгольдович
- 20.12.1876 — хх.09.1879 — генерал-майор Полторацкий, Павел Александрович
- 10.09.1879 — 10.11.1886 — генерал-майор Лео, Михаил Христофорович
- 20.11.1886 — 07.10.1899 — генерал-майор Миллер, Александр Карлович
- 24.10.1899 — 12.07.1902 — генерал-майор Пожидаев, Николай Прокофьевич
- 10.09.1902 — 07.01.1904 — генерал-майор Коленко, Евгений Васильевич
- 15.01.1904 — 31.12.1905 — генерал-майор Юргенс, Константин Данилович
- 14.03.1906 — 04.07.1906 — генерал-майор Иевреинов, Иван Иоасафович
- 24.07.1906 — 08.10.1908 — генерал-майор Тимченко-Рубан, Николай Иванович
- 27.10.1908 — 03.01.1909 — генерал-майор Тарасевич, Алексей Иосифович
- 11.02.1909 — 06.03.1911 — генерал-майор Селлинен, Александр Карлович
- 06.03.1911 — 03.09.1913 — генерал-майор Леонтович, Сергей Гаврилович
- 03.09.1913 — 29.07.1914 — генерал-майор Гудима, Владимир Захарович

### Командиры 2-й бригады
- 30.08.1873 — 14.01.1874[8] — генерал-майор Пашенный, Николай Степанович
- 03.02.1874 — 27.10.1877 — генерал-майор Божерянов, Александр Михайлович
- 31.10.1877 — 29.12.1877 — генерал-майор Каппель, Фёдор Фёдорович
- 29.12.1877 — после 25.09.1878 — генерал-майор Писанко, Алексей Иванович
- 08.11.1878 — 13.07.1879 — генерал-майор Будде, Виктор Эммануилович
- 13.07.1879 — 18.01.1883[9] — генерал-майор Цитлидзев, Георгий Павлович
- 03.04.1883 — 02.08.1884 — генерал-майор Дуве, Николай Оттович
- 24.08.1884 — 16.04.1889 — генерал-майор Голубев, Фёдор Фёдорович
- 16.04.1889 — 28.08.1889 — генерал-майор Назанский, Иван Николаевич
- 17.09.1889 — 11.12.1892 — генерал-майор Корсаков, Дмитрий Николаевич
- 11.12.1892 — 09.10.1899 — генерал-майор Шульд, Карл Конрадович
- 31.10.1899 — 06.03.1900 — генерал-майор Рейман, Иван Иванович
- 16.03.1900 — 15.11.1903 — генерал-майор Щагин, Василий Васильевич
- 11.12.1903 — 28.06.1905 — генерал-майор Всеволожский, Андрей Дмитриевич
- 12.12.1905 — 17.10.1910 — генерал-майор Короткевич, Николай Николаевич
- 04.11.1910 — 08.07.1913 — генерал-майор Скопинский-Штрик, Александр Александрович
- 08.07.1913 — 13.10.1914 — генерал-майор Соколов, Сергей Петрович
- 13.10.1914 — 04.03.1917 — генерал-майор Ерогин, Михаил Григорьевич
- 04.03.1917 — хх.хх.хххх — полковник (с 22.04.1917 генерал-майор) Ендржеевский, Владислав Антонович

### Помощники начальника дивизии
В период с 28 марта 1857 года по 30 августа 1873 года помощники начальника дивизии фактически являлись бригадными командирами.
- 15.08.1863 — 20.02.1865 — генерал-майор Алексеев, Пётр Александрович
- 20.02.1865 — 30.08.1873 — генерал-майор барон фон дер Бринкен, Эгберт Рейнгольдович[10]

### Командиры 30-й артиллерийской бригады
- 02.12.1863 — 20.04.1869 — полковник граф Тышкевич, Владислав Станиславович
- до 01.09.1869 — 30.08.1874 — полковник Стуков, Михаил Гаврилович
- 24.09.1874 — 19.03.1877 — генерал-майор Зданский, Феликс Матвеевич
- 25.03.1877[11] — 27.09.1878 — командующий полковник Свиньин, Александр Дмитриевич
- 11.09.1879 — 24.08.1886 — генерал-майор Свиньин, Александр Дмитриевич
- 19.10.1886 — 29.07.1891 — генерал-майор Рубец, Иван Павлович
- 15.10.1895 — 01.04.1896 — генерал-майор Гольмдорф, Николай Густавович
- 25.04.1896 — 30.05.1901 — генерал-майор Шепилов, Алексей Степанович
- 30.05.1901 — 24.10.1904 — генерал-майор Соболевский, Степан Иванович
- 24.10.1904 — хх.03.1906[12] — командующий полковник Поликарпов, Иван Сергеевич
- 13.03.1906 — 13.09.1908 — полковник (с 06.12.1906 генерал-майор) Ляпунов, Иван Николаевич
- 22.10.1908 — 12.11.1910 — генерал-майор граф Доливо-Добровольский-Евдокимов, Виктор Викторович[13].
- 12.11.1910 — 19.11.1914 — генерал-майор Гильфердинг, Леопольд Фёдорович
- 19.11.1914 — 15.01.1915 — командующий полковник Созанович, Владимир Фёдорович
- 15.01.1915 — 19.03.1915 — генерал-майор Гильфердинг, Леопольд Фёдорович
- 19.03.1915 — 18.01.1916 — полковник (с 13.05.1915 генерал-майор) Милович, Дмитрий Яковлевич
- 12.02.1916 — 17.03.1917 — полковник (с 19.11.1916 генерал-майор) Боярский, Сергей Николаевич
- 17.03.1917 — хх.хх.хххх — генерал-майор Никифоров, Николай Николаевич